# Thomas Weisbecker
Thomas Weisbecker, född 24 februari 1949 i Freiburg im Breisgau, död 2 mars 1972 i Augsburg, var en tysk militant vänsteranhängare och medlem av 2 juni-rörelsen. Han sköts till döds av polisen, när de försökte gripa honom.

## Biografi
Thomas Weisbecker var son till professorn i Kiel Ludwig Weisbecker (1915–1979). Efter att ha relegerats från Kieler Gelehrtenschule flyttade Weisbecker till Väst-Berlin och anslöt sig till Tupamaros West-Berlin, som var inspirerade av Tupamaros i Uruguay. Tupamaros West-Berlin utförde en rad rad bombattentat och mordbränder, bland annat mot domare och åklagare, men även varuhus som KaDeWe.
Tillsammans med Georg von Rauch och Michael Baumann misshandlade Weisbecker  journalisten Horst Rieck och greps den 2 februari 1970. Weisbecker och hans kumpaner ville hämnas för en artikel i veckotidningen Quick, "Ganz Deutschland muß brennen", illustrerad med bilder från deras bombattentat i Berlin. Om artikeln verkligen författats av Rieck är oklart. I juli 1971 hölls rättegången. Det som hände har inte till fullo klarlagts. Weisbecker, som blev frikänd, bytte roll med von Rauch, och denne kunde lämna domstolsbyggnaden i Berlin-Moabit. Följande dag uppgav Weisbecker sin rätta identitet och greps på nytt. Han lyckades dock rymma ur polisen grepp.

### Död
Polisen i Augsburg kom Weisbecker på spåren och inledde spaning vid hans bostad på Georgenstraße. Den 2 mars 1972 lämnade han bostaden tillsammans med Carmen Roll, en medlem i Röda armé-fraktionen. Med en stulen bil körde de in till Hotel Thalia i Augsburgs centrum. När de återvände från hotellet slog polisen till. En polisman sköt honom då i hjärtat. Polismannen ansågs ha agerat i självförsvar, då Weisbecker försökte dra sitt vapen.
Inom ramen för RAF:s majoffensiv 1972 förövade Kommando Thomas Weisbecker bombattentat mot polismyndigheten i Augsburg och Bayerns statliga kriminalpolis i München.